# Intermède

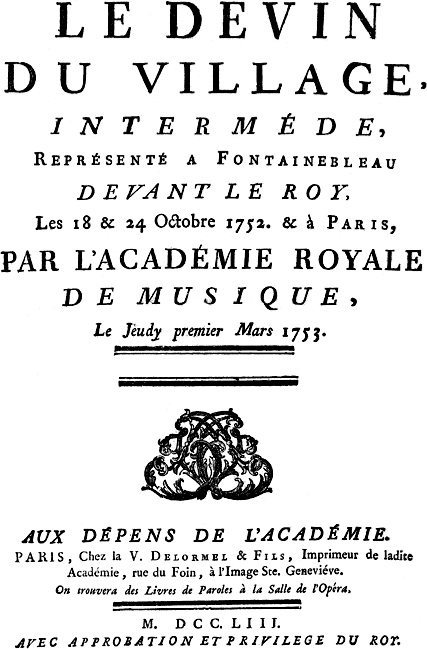
Intermède Le Devin du village (J.-J. Rousseau)

Intermède (též intermedium) je tanec, balet, nebo hudební vložka hraná v průběhu divadelní hry.

## Charakteristika
Komicky laděné intermède bývalo nejčastěji umisťováno do vážných her k pobavení diváků. Pojem může znamenat také středověkou divadelní frašku nebo mezihru jako takovou.

## Historie
Ve starověkém divadle byla intermèda v podobě sborového zpěvu, který býval přirozenou součástí hry i po dějové stránce.
Molière do svých her intermèda vkládal pro pobavení publika ve formě komických scének nebo hudebních vložek (ve spolupráci s Lullym) s baletem (ve spolupráci s Beauchampem), která mohla udržovat divákovu pozornost i během toho, kdy byla měněna scéna nebo herci měnili své kostýmy.
Až do 18. století byly jako intermèda označovány také jednoaktové hry.